# Вестник (клипер)
Ве́стник — русский парусно-винтовой клипер (крейсер 2-го ранга) четвёртой серии (типа «Крейсер»). Построен на Невском заводе инженером-кораблестроителем П. А. Титовым.

## История службы
- Август 1880 — Вышел для несения службы в Тихом океане.
- 26 марта 1881 — Во время шторма повредил винт. Команда исправляла повреждение на ходу, пока клипер шёл под парусами.
- 14 апреля 1881 — Ремонт винта закончен.
- Прибыл в Нагасаки и стал в док.
- 28 сентября 1881 — В составе отряда контр-адмирала А. Б. Асланбегова ушёл в плавание к берегам Австралии.
- 16 декабря 1881 — 2 января 1882 — Стоянка в Сиднее.
- 5-14 января 1882 — Стоянка в Хобарте.
- 20 января — 12 февраля 1882 — Стоянка в Мельбурне.
- 15-19 февраля 1882 — Стоянка в Аделаиде.
- 1882 — На обратном пути из Мельбурна в Сингапур перевёз известного русского путешественника и исследователя Н. Н. Миклухо-Маклая.
- Охранял промыслы и проводил гидрографические работы у берегов Камчатки.
- Июль 1882 — В Петропавловске команда установила памятник героям обороны города в 1854 г.
- 1883 — Вернулся в Кронштадт.
- 1885—1887 — Служба на Тихом океане.
- Вернулся на Балтику, где вошёл в состав Практической эскадры. 21 июля 1888 года клипер, возвратившийся с Тихого океана, посетил император Александр III и «оставшись вполне доволен отличным его состоянием, бодрым видом команды и отчетливым исполнением произведенных учений» объявил Монаршее благоволение командиру клипера капитану 1-го ранга Лангу 1-му и всем офицерам, нижним чинам пожаловал: боцманам - по десять рублей, унтер-офицерам - по пять рублей, матросам - по три рубля[1].
- 3 марта 1894 — Вышел из Ревеля с заходом в Либаву с задачей пройти от Екатерининской гавани до Новой Земли для охраны рыбных и звериных промыслов.
- май 1894 — Офицеры клипера Н. М. Книпович, Н. В. Морозов и другие под руководством лейтенанта М. Е. Жданко обследовали и составили описи Мурманского побережья, провели измерение течений в Белом море.[2]
- 1895 — Вернулся в Либаву.
- Август 1896 — Отправился в Средиземное море, где вошёл в состав эскадры контр-адмирала П. П. Андреева. При инспекции, проведенной адмиралом, на корабле была обнаружена гниль в мачтах, за что старший офицер и судостроители, готовившие корабль к походу, получили взыскание, а командир был отчислен от должности 7 апреля следующего года.
- Январь-май 1898 — Крейсерская служба в Атлантике, от о-вов Зелёного Мыса до Азорских о-вов.
- 1900 — Приписан к Морскому кадетскому корпусу, совершал ежегодные плавания.
- 6 ноября 1905 — Сдан в Кронштадтский порт.
- 2 сентября 1906 — Исключен из списков флота.

## Командиры
- 14.05.1879—12.08.1879 капитан-лейтенант Л. К. Кологерас
- 1880—188? капитан-лейтенант (с 01.01.1882 капитан 2-го ранга) Ф. К. Авелан
- 1885—28.11.1888[3] капитан 2-го ранга И. Ланг 1-й
- 28.11.1888—? капитан 2-го ранга Пуцило
- 1890—1891 капитан 2-го ранга Б. К. Деливрон
- 1891—1896 капитан 2-го ранга (с 06.12.1895 капитан 1-го ранга) В. П. Ларин
- 1896—13.04.1897 капитан 2-го ранга К. Б. Михеев
- 13.04.1897—хх.хх.1898 капитан 2-го ранга Н. В. Юнг
- ?—? капитан 2-го ранга А. П. Андреев 5-й
- 1902—1904 капитан 2-го ранга А. И. Варнек
- 06.12.1904—1905 капитан 2-го ранга И. В. Студницкий

### Другие должности
- ??.??.1886—14.03.1887 мичман С. Н. Китаев
- ??.??.1880—??.??.1883 гардемарин, с 1881 мичман А. П. Киткин
- 13.11.1884—??.??.1886 минный офицер капитан-лейтенант (минный офицер 2-го разряда) В. М. Зацарённый
- ??.??.1893—??.??.1893 старший штурманский офицер КФШ подпоручик Н. В. Морозов
- ??.??.1894—??.??.1899 мичман В. К. Неупокоев
- ??.??.1896—??.??.1898 лейтенант М. С. Подушкин
- 01.05.1900—26.03.1901 вахтенный начальник лейтенант С. Н. Тимирёв
- ??.??.1902—??.??.1903 старший офицер лейтенант Л. О. Гулькевич[4]

## Память
В честь клипера названы гора и мыс в Мурманской области, а также река на Камчатке.